# Castagneto Po
Castagneto Po là một đô thị ở tỉnh Torino trong vùng Piedmont, có vị trí cách khoảng 20 km về phía đông bắc của Torino, nước Ý. Tại thời điểm ngày 31 tháng 12 năm 2004, đô thị này có dân số 1.571 người và diện tích là 11,5 km².
Đô thị Castagneto Po có các frazioni (các đơn vị trực thuộc, chủ yếu là các làng) San Genesio, Baraccone, Ossole, Tamagni, Serre, Galleani, và Cimenasco.
Castagneto Po giáp các đô thị: Chivasso, San Sebastiano da Po, San Raffaele Cimena, Casalborgone, và Rivalba.